# Дремове
Дре́мове —  село в Україні, у Роменському районі Сумської області. Населення становить 91 осіб. Входить до складу Недригайлівської селищної громади. До 2020 року орган місцевого самоврядування — Засульська сільська рада.

## Географія
Село Дремове знаходиться за 1,5 км від правого берега річки Сула. Примикає до села Терешки, за 1 км від села Засулля. По селу протікає пересихаючий струмок з загатою.

## Назва
Поселення де жили заготівельники берести (деркачі) в колишньому Недригайлівському районі залишились в назвах сіл Деркачівка та Дремове. На перший погляд здавалося б, а при чому тут Дремове. Виявляється польске drem українською мовою означає деремо тобто виходить, що дреми були попередниками деркачів.

## Історія
12 червня 2020 року, відповідно до розпорядження Кабінету Міністрів України № 723-р «Про визначення адміністративних центрів та затвердження територій територіальних громад Сумської області», село увійшло до складу Недригайлівської селищної громади.
19 липня 2020 року, в результаті адміністративно-територіальної реформи та ліквідації Недригайлівського району, село увійшло до складу новоутвореного  Роменського району.

## Населення

### Мова
Розподіл населення за рідною мовою за даними перепису 2001 року:
| Мова       | Кількість | Відсоток |
| ---------- | --------- | -------- |
| українська | 90        | 98.9%    |
| російська  | 1         | 1.1%     |
| Усього     | 91        | 100%     |